# Dean DeLeo
Dean DeLeo (Montclair, Nueva Jersey, 23 de agosto de 1961) es un guitarrista estadounidense, miembro de la banda de rock Stone Temple Pilots.

## Stone Temple Pilots
Robert DeLeo, hermano de Dean, conoció a Scott Weiland en un concierto de Black Flag, y ambos se pusieron de acuerdo para formar un grupo. Para ello, Robert contactó con su hermano Dean para encargarse de las labores de guitarrista, y con Eric Kretz para que se ocupase de la batería, quedando conformada la formación de Mighty Joe Young, nombre que extrajeron de la película del mismo nombre, en español Mi amigo Joe. Después de firmar con Atlantic Records y percatarse que otra banda poseía ya el nombre, escogieron la denominación de Stone Temple Pilots. 
Su primer álbum en las filas de STP,  Core, salió al mercado en 1992 y fue un éxito comercial.  A lo largo de la década de los 90´s siguió formando parte activa de la banda y como resultado participó en los consiguientes álbumes,  Purple, Tiny Music... Songs from the Vatican Gift Shop, Nr 4. y Shangri-la Dee la. Debido a los constantes problemas con la ley y adicción a las drogas por parte del vocalista de STP, Scott Weiland, la banda sufrió una ruptura en 1997, y posteriormente en el 2003. Actualmente Deleo está de nuevo en las filas de la reagrupada banda junto con todos sus componentes originales. En el 2008 iniciaron gira por Norteamérica y aún se está a la expectativa de algún nuevo trabajo por parte del grupo.

## Talk Show
Durante el descanso de STP en 1997, los hermanos DeLeo y Eric Kretz forman la banda Talk Show junto con el vocalista Dave Coutts para editar un único disco homónimo sin demasiada repercusión en el mundo del mainstream, por lo que la banda se disolvió. En 2003, después de la segunda ruptura de STP.  los hermanos DeLeo forman la banda Army of Anyone junto con Richard Patrick y Ray Luzier. Hasta la fecha, Army of Anyone editó un solo trabajo, también homónimo, que recibió buenas críticas.
- Datos: Q717568